# Michel de L'Hospital
Michel de l'Hôpital (ou l'Hospital; 1506 – 13 de março de 1573) foi um jurista, diplomata e chanceler francês durante os últimos conflitos das Guerras Italianas e no início das Guerras Religiosas na França. Filho de um médico a serviço do rei Bourbon, passou a juventude exilado da França, primeiro na corte de Bourbon e depois na do imperador. Quando seu pai entrou para o serviço da Casa de Lorena, Michel foi incorporado à rede de patronagem de Carlos, Cardeal de Lorena. Por meio de seu casamento com Marie Morin, garantiu um assento no Parlamento de Paris. Nessa função, redigiu as acusações do rei contra os defensores de Bolonha que haviam rendido a cidade em 1544. Em seguida, passou a atuar como diplomata no Concílio de Trento, em 1547. No ano seguinte, ajudou Ana d’Este nos trâmites legais de sua herança, permitindo assim que ela pudesse se casar com Francisco, Duque de Guise.
Em 1553, Michel de l'Hôpital passou a servir oficialmente à Casa de Lorena, oferecendo seu apoio à família em troca de cargos e funções concedidas por ela. Ainda naquele ano, foi nomeado maître des requêtes no hôtel du roi — um posto de grande prestígio. No ano seguinte, foi promovido a président da chambre des comptes, o que lhe conferiu influência significativa na administração financeira do reino. Com seu patrono assumindo o controle geral das finanças reais no final da década de 1550, L'Hôpital passou a integrar o conseil privé (conselho privado do rei).
Logo no início do reinado de Francisco II, o velho chanceler François Olivier faleceu. O Cardeal de Lorena indicou L'Hôpital como seu sucessor. Reformista enérgico, ele rapidamente entrou em conflito com os Parlamentos, buscando garantir a promulgação do Édito de Romorantin. Ainda naquele ano, ciente da gravidade das crises financeiras e religiosas que ameaçavam o reino, foi um dos defensores da convocação de uma Assembleia de Notáveis. A Assembleia, por sua vez, solicitou a realização dos Estados Gerais — que L'Hôpital abriu e tentou orientar rumo a reformas de grande alcance. Sem conseguir implementar todas as mudanças que desejava, confrontou novamente o Parlamento para assegurar a aprovação da Ordenança de Orléans, fruto das deliberações daquele encontro.
Com a morte de Francisco II, Michel de l'Hôpital não foi afastado do centro da política real, mesmo com o declínio de seus antigos patronos. Ao contrário, passou a apoiar a rainha-mãe Catarina de Médici em sua política religiosa, o que o colocou progressivamente em rota de colisão com a Casa de Lorena. Foi um dos responsáveis pela formulação e defesa dos éditos de 19 de abril, julho e Saint-Germain — os dois primeiros promovendo a moderação nas perseguições aos protestantes, e o último legalizando oficialmente o culto protestante na França. Durante todo esse processo, enfrentou forte oposição dos Parlamentos, que resistiam tanto à limitação de sua própria autoridade quanto à legitimação da fé protestante.
Após a primeira guerra civil das Guerras Religiosas, L'Hôpital viveu seu período de maior influência. Defendeu a decisão do rei Carlos IX de declarar sua maioridade em Rouen, além de propor punições ao Parlamento de Paris por se recusar a registrar o tratado de paz. Também conseguiu barrar a tentativa da Casa de Lorena de implementar os decretos tridentinos em solo francês após seu retorno do Concílio de Trento. No ano seguinte, acompanhou a corte em sua grande viagem pelo reino, repreendendo sistematicamente os Parlamentos locais por sua insolência e por não cumprirem a vontade real.
Durante a parada da corte em Moulins, L’Hôpital promulgou um conjunto de reformas jurídicas abrangentes. As medidas visavam combater a venda de cargos públicos (vénalité des offices), reduzir drasticamente o número de jurisdições e códigos legais sobrepostos, além de limitar o poder de governadores e juízes em interpretar e aplicar a justiça de forma autônoma — reafirmando que toda autoridade judicial deveria emanar exclusivamente do rei. No entanto, sua influência começou a declinar, e ele foi obrigado a abandonar grande parte do édito em razão das urgentes necessidades financeiras da Coroa durante a segunda guerra civil. A essa altura, a Casa de Lorena havia retornado à corte, e conseguiu superar L’Hôpital ao obter do Parlamento de Dijon uma petição bem-sucedida contra ele.
Durante a guerra civil, ele negociou com o príncipe de Condé, que sitiava Paris, e defendeu que concessões fossem feitas aos rebeldes, propostas que foram recebidas com frieza. Após a Paz de Longjumeau, em março de 1568, retirou-se da corte em maio, cada vez mais consciente de que suas opiniões já não encontravam receptividade nem em Catarina de Médici nem entre os membros do conselho real. Ao retornar à corte em setembro, fez uma última tentativa de se opor à aceitação, por parte da Coroa, de terras alienadas da Igreja em troca de uma guerra contra a heresia, oferecida pelo Papa. Fracassando em seu esforço, foi destituído do cargo e, embora tenha mantido o título de chanceler até sua morte, deixou de exercer efetivamente a autoridade do posto.
Durante o Massacre de São Bartolomeu, ele e sua filha estiveram ameaçados, mas sobreviveram sob a proteção de Catarina e do duque de Guise. L’Hôpital faleceu em março do ano seguinte, e sua filha herdou suas terras, cuja administração ficou sob responsabilidade de sua esposa.

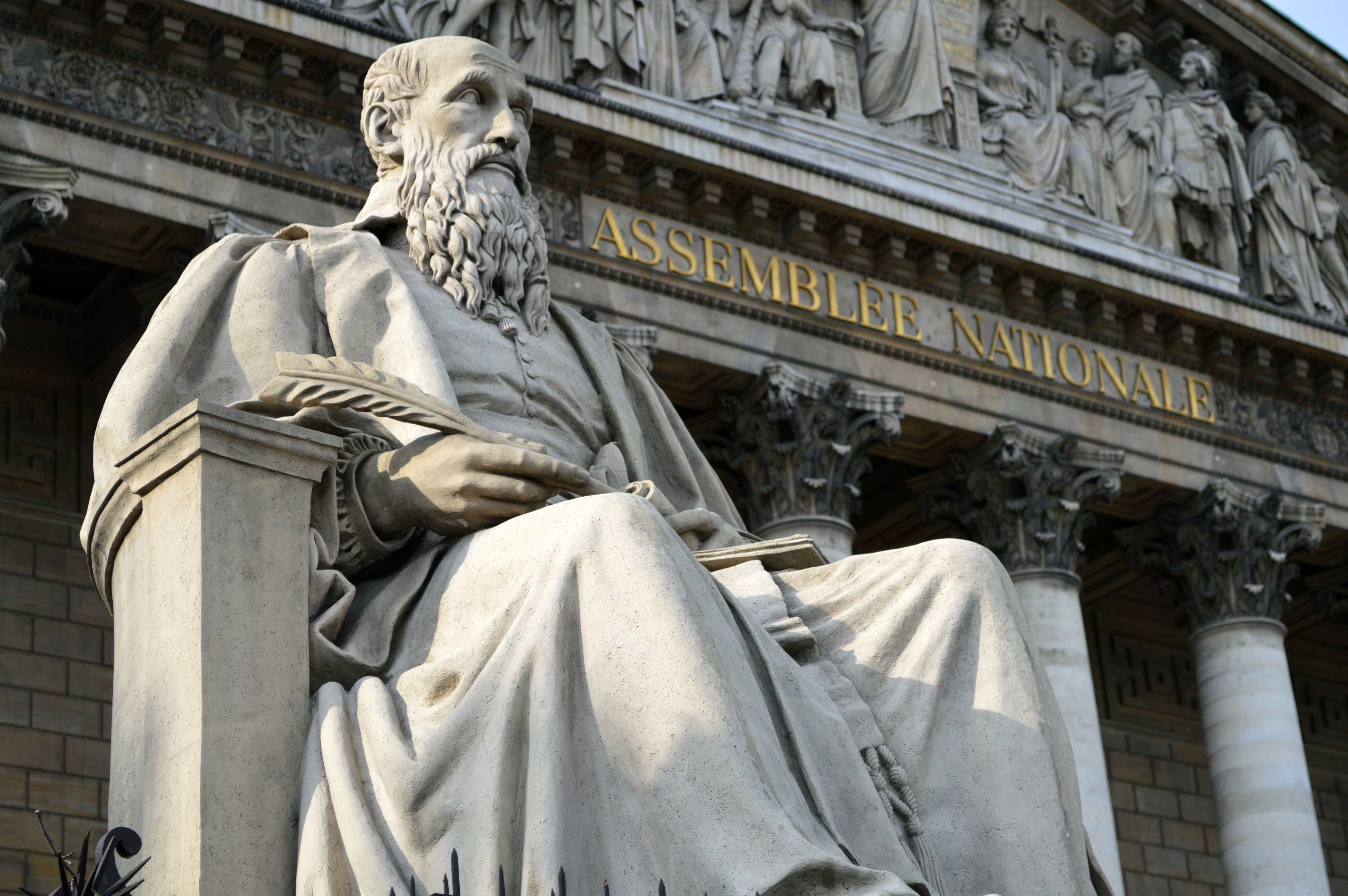
Estátua de De l'Hospital, de Louis-Pierre Deseine, em frente ao Palais Bourbon, em Paris, instalada em 1810

## Início da vida e família

### Família
Michel de l'Hôpital nasceu em 1506, na cidade de Aigueperse, filho do médico da duquesa da Lorena. Seu pai também prestava serviços médicos ao Condestável de Bourbon, cuja traição em 1525 forçou a família de L'Hôpital ao exílio na Itália. Durante esse período, Michel concluiu seu doutorado em Direito. A família acompanhou o Condestável em suas viagens pela Espanha e Itália até sua morte, em 1527. Após esse episódio, os L'Hôpital se estabeleceram na corte da Casa de Lorena, onde seu pai passou o restante da vida a serviço da duquesa. Michel, que já havia estudado Direito na Itália, continuou seus estudos na França para aprofundar sua formação acadêmica.

### Filha
Durante o Massacre de São Bartolomeu, a única filha de L’Hôpital, Magdelaine, foi apanhada em meio aos acontecimentos na capital. Por conta de sua fé protestante e da política religiosa defendida por seu pai na década anterior, ela corria sério risco de ser morta. O duque de Guise interveio e a colocou sob sua proteção. Ela se casaria com Robert de Hurault, um nobre de manto. Em 1555, o Cardeal de Lorena tornou-se padrinho do seu neto recém-nascido.

### Visão Pessoal
L’Hôpital foi uma das várias figuras de destaque na França que demonstraram interesse pela filosofia do estoicismo. Nesse contexto, e também por razões mais amplas, era um fervoroso defensor do estudo da língua grega, Chegou a afirmar que não havia governador de província ou de cidade na França que, durante sua administração, não tivesse cometido desvios suficientes com o dinheiro do rei a ponto de merecer a pena de morte, caso o monarca assim desejasse. Sentia-se frustrado com a raridade das convocações dos Estados Gerais ao longo do último século, pois os via como um instrumento essencial para ouvir as críticas e sugestões da população sobre as políticas do governo. Apesar disso, mantinha uma visão essencialmente autocrática: defendia que o papel dos Estados era apresentar suas queixas e aguardar reparação por parte do rei, enquanto os Parlamentos deviam funcionar como um canal através do qual o monarca aplicava sua justiça.

## Reinado de Francisco I

### Casado
Em 1532, L’Hôpital casou-se com Marie Morin, filha do lieutenant-criminel do Châtelet, recebendo como parte do dote sua entrada no Parlamento de Paris. Passando a atuar como conselheiro no Parlamento, adquiriu uma experiência valiosa que mais tarde lhe seria útil em suas interações com o corpo enquanto chanceler. O Parlamento, no entanto, sentir-se-ia traído por suas posteriores tentativas de restringir seu poder, uma vez que ele próprio já havia integrado a instituição.

### "Lèse majesté" (ofensa à majestade)
Como conselheiro, L’Hôpital assumiu a responsabilidade de redigir as acusações contra os principais defensores de Bolonha, entre eles o senhor de Vervins, que haviam rendido o importante porto aos ingleses em 1544. Vervins foi condenado à morte. O marechal de Biez também recebeu sentença de morte, mas não chegou a ser executado; outros envolvidos foram exilados ou encarcerados.
Em 1547, L’Hôpital foi nomeado embaixador da França no Concílio de Trento.

## Reinado de Henrique II

### Ana d'Este
Em 1548, L’Hôpital encontrava-se em Ferrara, onde auxiliou Ana d’Este na renúncia à herança dos Este — condição necessária para que pudesse se casar com o duque de Guise. Ele a acompanhou em sua viagem de retorno à França para encontrar seu futuro marido.
Durante a década de 1550, L’Hôpital atuou como chanceler da duquesa de Saboia, Marguerite, irmã do rei Henrique II. Marguerite era simpática ao protestantismo e permitiu que L’Hôpital obtivesse uma cátedra de jurisprudência para François Hotman, um polêmico escritor protestante de forte retórica. Em gratidão ao chanceler, Hotman dedicou sua obra Anti-Triboniana ao L'Hôpital.

### Lorena
Em 1553, L’Hôpital entrou para o serviço do cardeal de Lorena, atuando como um polemista voraz em defesa da família, pela qual foi recompensado com o cargo de maître des requêtes no hôtel du roi. Ele repudiava aqueles que classificavam a Casa de Lorena como “estrangeira”, argumentando que a França se estendia legitimamente até o Reno. Chamava seu patrono, o cardeal de Lorena, de “esperança da raça francesa”. e exaltava o valor e a bravura do duque de Guise. No ano seguinte, Cheverny, futuro chanceler da França, comprou seu assento de conselheiro no Parlamento de Paris.

## Reinado de Francisco II

### Finanças
Com a morte de Henrique II, o cardeal de Lorena assumiu o controle das finanças do reino, e L’Hôpital passou a atuar como seu principal conselheiro financeiro. Para restaurar o crédito da Coroa, ele recomendou ao cardeal um programa radical que incluía o reescalonamento de empréstimos, aumento de impostos e cortes drásticos nos gastos públicos. Essas medidas encontraram forte resistência nas províncias. Na Normandia, um empréstimo forçado de 800 mil livres imposto à região não foi pago — e mesmo décadas depois, os habitantes ainda se lembravam das dificuldades provocadas pelas tentativas de arrecadação. Camponeses chegaram a abandonar seus vilarejos para escapar da cobrança. O tamanho do exército foi severamente reduzido, mas muitos soldados ficaram sem receber seus soldos, o que contribuiu para sua adesão à oposição ao regime.

### Chanceler
Durante os distúrbios que abalaram o reino com a Conjuração de Amboise, no início de 1560, L’Hôpital encontrava-se ausente da França. Ele retornou à corte em maio daquele ano e, em 30 de junho de 1560, foi confirmado oficialmente como chanceler, com o apoio da Casa de Guise, sendo o próprio cardeal de Lorena quem o recomendou pessoalmente ao rei para o cargo.

### Assembleia dos Notáveis
Em maio de 1560, L’Hôpital supervisionou a promulgação do primeiro édito religioso que moderava a perseguição aos protestantes: o Édito de Romorantin. Este edito foi formulado antes de seu retorno à corte. Ao apresentá-lo ao Parlamento, a instituição resistiu a registrá-lo, forçando L’Hôpital a impor sua aprovação. Ainda assim, o édito não chegou a ser efetivamente implementado, e posteriormente ele permitiu que o Parlamento recuasse quanto à sua jurisdição sobre assembleias religiosas ilegais. Com o regime cambaleando diante das consequências da Conjuração de Amboise e a persistência de conflitos no sul do reino, L’Hôpital foi um dos que defenderam a convocação de uma Assembleia dos Notáveis, com o objetivo de examinar um possível conjunto de medidas nas áreas financeira e religiosa. Somente através de reformas financeiras, judiciais e religiosas o reino poderia ser salvo, na opinião de L'Hôpital. L’Hôpital abriu a Assembleia com um discurso dirigido aos grandes do reino. Nele, comparou o estado da França a um homem doente, sendo o pacote de reformas proposto o remédio necessário para curar os males que desestabilizavam e enfraqueciam o país.
A assembleia logo se viu ameaçada de descarrilamento devido a um confronto entre o almirante de Coligny e o cardeal de Lorena, após Coligny apresentar uma petição em favor dos protestantes, solicitando a concessão de templos para o exercício de seu culto — o que provocou forte consternação no cardeal. L’Hôpital assumiu o controle da situação, redirecionando o debate de volta às questões financeiras.
Em julho de 1560, L’Hôpital promulgou uma lei que reformava as regras de herança para os filhos de segundos casamentos. Em abril de 1561 e janeiro de 1563, publicou uma série de leis suntuárias, visando regular o consumo de luxo. Também criou uma jurisdição especial em Paris para tratar de litígios entre comerciantes — modelo que foi expandido para outras cidades enquanto a corte residia em Moulins, em 1566.
Durante essa estadia em Moulins, também foi promulgado um édito que estabelecia as circunstâncias excepcionais sob as quais os bens do domínio real poderiam ser temporariamente alienados, desde que sob supervisão do Parlamento e da "chambre des comptes" (Câmara de Contas).
Em setembro de 1560, L’Hôpital discursou diante do Parlamento de Paris, informando que, diariamente, chegavam à corte notícias de novas sedições espalhadas pelo reino. Atribuía a responsabilidade por essa situação àqueles que, segundo suas palavras, “usavam o manto da religião”, ou seja, pessoas que utilizavam a religião como pretexto para encobrir outras queixas e motivações. Irritado com suas repreensões, o Parlamento rebateu, alegando que a verdadeira causa da desordem na França era a presença de dois protestantes ocupando altos cargos de Estado.

### Condé
O príncipe de Condé não compareceu à Assembleia dos Notáveis, sendo, junto de seu irmão, o único príncipe a se ausentar. Estava ciente de que seu nome estava implicado tanto na Conjuração de Amboise quanto nos distúrbios posteriores em Lyon. No entanto, a corte não aceitou sua ausência, e ele foi convocado a comparecer aos Estados Gerais, que seriam convocados em dezembro. Ao chegar à corte, foi imediatamente preso, e seu julgamento teve início em 13 de novembro. Apesar das repetidas tentativas de obstruir o andamento do processo, um veredito foi finalmente alcançado: culpado por crime de lesa-majestade. Dois juízes, porém, recusaram-se a assinar a sentença, L’Hôpital e du Mortier. Condé seria libertado em dezembro, após a morte de Francisco II tornar politicamente insustentável sua detenção. Coube a L’Hôpital a responsabilidade de encerrar formalmente o processo judicial.

## Reinado de Carlos IX

### Estados Gerais
L’Hôpital foi o responsável pelo discurso de abertura dos Estados Gerais de 1560. Em sua fala, começou dirigindo advertências aos católicos radicais, criticando-os pela violência contra os protestantes e pela intolerância generalizada. Em seguida, voltou-se contra os protestantes mais extremistas, repreendendo-os por sua impaciência provocadora na tentativa de instaurar uma nova ordem religiosa. Enfatizou que tanto católicos quanto protestantes deveriam aguardar até que um concílio eclesiástico pudesse ser convocado, com o objetivo de restaurar a unidade da Igreja cristã. Enquanto isso, ressaltou ser essencial que todos os grupos mantivessem a paz e respeitassem a ordem e as leis. Como o Concílio de Trento havia sido recentemente reconvocado pelo Papa, L’Hôpital expressou sua esperança de que os delegados evitassem mergulhar em debates religiosos, deixando essas questões para os bispos e estudiosos da fé.
L’Hôpital apresentou aos delegados reunidos uma avaliação do estado das finanças do reino, informando que todas as pensões estavam, no mínimo, com dois anos de atraso. Comunicou ainda que a Coroa acumulava uma dívida de 43 milhões de livres, e que a única solução viável seria o aumento de impostos. proposta que foi imediatamente rechaçada pelos deputados. Diante da resistência, a Coroa passou a considerar a alienação de terras da Igreja como forma de evitar o colapso financeiro. No campo econômico, os Estados Gerais sugeriram algumas reformas no sistema das corporações de ofício. L’Hôpital, porém, tinha ambições mais amplas. Na Ordenança de Orléans, articulou um ataque direto ao sistema corporativo. Seu objetivo era aliviar os encargos do sistema de aprendizagem e enfraquecer o controle que as corporações exerciam sobre o mercado de trabalho. Para tanto, pretendia desarticular também as confrarias, que funcionavam paralelamente às corporações e lhes conferiam ainda mais poder. Determinou que o capital dessas confrarias fosse redistribuído para escolas locais nas baillages.
No entanto, essa tentativa de privar as corporações de seus recursos financeiros não passou despercebida. Em resposta, as corporações reformularam as confrarias como organizações religiosas, conquistando o apoio da ala ultracatólica. Esse respaldo político-religioso lhes permitiu resistir aos ataques de L’Hôpital, que cessaram em 1567 com a perda de sua influência.
Em abril de 1561, foi firmado um acordo informal de reconciliação entre Guise e Montmorency, conhecido como o “triunvirato”, com o objetivo de se opor à política religiosa conduzida por L’Hôpital e Catarina de Médici. Nesse mesmo mês, L’Hôpital tentava forçar a aprovação da Ordenança de Orléans pelo Parlamento, emitindo lettres de jussion, ordens reais que determinavam a promulgação de uma medida sem mais protestos. Diante das resistências e remontrances (manifestações formais de objeção), ele procurou atrair os juízes mais antigos, convidando-os ao conselho com a promessa de participação nos altos assuntos do Estado. No entanto, os parlementaires mostraram-se desinteressados, e novas rodadas de lettres de jussion e remontrances se sucederam até novembro daquele ano. Em janeiro de 1563, numa tentativa de atenuar a oposição do Parlamento, L’Hôpital decretou que os tribunais extraordinários criados pela Coroa seriam considerados ilegais, a menos que o Parlamento tivesse previamente concedido comissão aos juízes encarregados.

### Tolerância religiosa

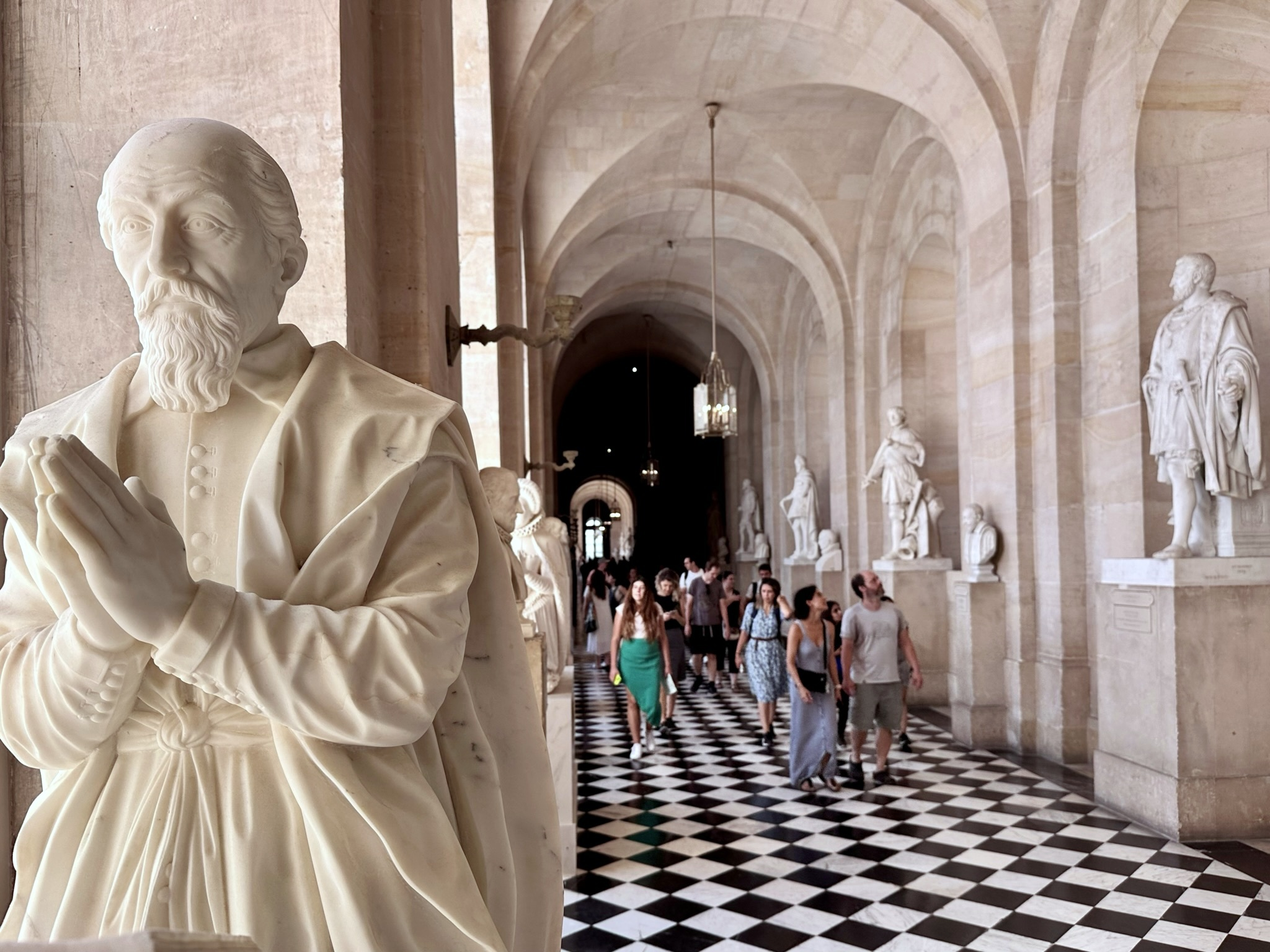
Estátua de L'Hôpital no Palácio de Versalhes

Naquele mesmo mês, foi emitido um édito que proibia o uso dos epítetos “papista” e “huguenote”, dois termos que L’Hôpital já havia criticado em seu discurso aos Estados Gerais, em dezembro. A situação religiosa na França continuou a se deteriorar em 1561. Em junho daquele ano, L’Hôpital advertiu o Parlamento de Paris sobre a necessidade de impedir que crianças católicas saíssem em procissão pelas ruas carregando cruzes, pois tal prática era vista como provocadora pelos protestantes e poderia facilmente desencadear tumultos. Ainda naquele mês, L’Hôpital participou da elaboração da legislação que daria origem ao Édito de Julho. Esse édito reafirmava a proibição do culto protestante, mas, ao mesmo tempo, abolia formalmente a pena de morte por heresia, punição que, na prática, já havia sido suspensa pelo Édito de Romorantin. Durante os debates no pourparler que precederam o édito, L’Hôpital defendeu uma posição ainda mais liberal, argumentando que a proibição total ao protestantismo já não era mais viável. No entanto, o conselho votou contra a legalização.  Durante os debates no pourparler que formulou o edito, L'Hôpital fez questão de ir mais longe, argumentando que a proibição do protestantismo não era mais viável, porém o conselho votou contra a legalização. Em setembro de 1561, foi convocado o Colóquio de Poissy, nos moldes da assembleia que L’Hôpital havia idealizado nos Estados Gerais, reunindo importantes líderes católicos e protestantes. Coube a L’Hôpital abrir os trabalhos, fazendo um apelo para que o clero católico ouvisse com atenção os oradores protestantes, com o intuito de alcançar uma posição de conciliação. Apesar das propostas de unificação das confissões com base na Confissão de Augsburgo, os debates degeneraram em acrimônia, especialmente em torno da doutrina da Eucaristia, e o colóquio terminou sem acordo.

### Édito de Saint-Germain
Em 3 de janeiro de 1562, L’Hôpital proferiu um discurso diante do Parlamento de Paris no qual defendeu a necessidade imediata de tolerância religiosa ao protestantismo, considerando-a a única alternativa viável para evitar que o reino mergulhasse em uma guerra civil. Ainda naquele mês, ele contribuiu diretamente para a elaboração do Édito de Saint-Germain, que concedia tolerância formal ao culto protestante, enquanto se aguardava a reconciliação da Igreja por meio de um concílio religioso. Durante a reunião em Saint-Germain, L’Hôpital admitiu que o Édito de Julho jamais fora formalmente revogado, tampouco encontrara condições para ser efetivamente aplicado. Ele foi auxiliado em seus esforços por Catarina, o almirante protestante Coligny e Theodore Beza, o clérigo protestante. O édito, contudo, enfrentou resistência imediata e feroz por parte dos Parlamentos e de grande parte da nobreza católica. Surpresa com a oposição, Catarina tentou promover um novo colóquio, nos moldes do de Poissy. Coube a L’Hôpital definir os temas a serem debatidos na conferência, mas o encontro revelou-se um fracasso retumbante, entrando em colapso já na primeira questão da pauta, o uso de imagens religiosas —, o que levou à dissolução precoce da reunião. L'Hôpital defendeu a necessidade do édito perante o Parlamento, argumentando que a única alternativa era a expulsão ou execução dos protestantes, nenhuma das quais era um curso de ação realista.
Após o Massacre de Wassy, o reino rapidamente entrou em colapso rumo à guerra civil, à medida que os protestantes começaram a se armar e tomar o controle de diversas cidades. Nesse clima caótico, o embaixador da Espanha tentou aproveitar a instabilidade em benefício de seu rei. Alegando que a influência de L’Hôpital era prejudicial à Coroa, por conta de sua “má reputação”, o embaixador buscou pressionar por sua destituição. No entanto, a Coroa recusou-se a atender ao pedido.

### Trento
Em fevereiro de 1564, o Concílio de Trento chegou enfim ao seu encerramento. Com isso, o cardeal de Lorena retornou ao reino, na expectativa de garantir que as recomendações do concílio fossem adotadas oficialmente pela França. L’Hôpital posicionou-se contra essa iniciativa, argumentando que os decretos tridentinos violariam os privilégios galicanos — as prerrogativas tradicionais da Igreja francesa em relação à autoridade papal. Acrescentou ainda que Lorena, ao apresentar tais propostas, buscava alcançar por meio do concílio o que não havia conseguido pelos campos de batalha em 1562: a imposição do ultracatolicismo sobre a França.
Lorena reagiu com indignação, classificando L’Hôpital como ingrato por não reconhecer os favores que a família Guise lhe havia concedido ao longo das décadas. Em tom exaltado, afirmou que já nem sabia mais qual era a religião de L’Hôpital. Este, por sua vez, respondeu que o cargo de maître des requêtes, oferecido pelos Guise, fora um privilégio modesto. Disse-se eternamente grato, mas destacou que os débitos pessoais com a família não poderiam se sobrepor à sua lealdade ao rei. Como golpe final, L’Hôpital lembrou que foi o duque de Guise quem mergulhou o reino na discórdia com o Massacre de Wassy, em 1562. L'Hôpital respondeu que o cargo de maître des requêtes que lhe haviam concedido era um privilégio menor e, embora permanecesse eternamente grato pelo que lhe haviam concedido, as dívidas que ele devia à família não podiam ser comparadas aos seus serviços ao rei. Como despedida, ele observou que foi o duque de Guise quem levou o reino à discórdia com o Massacre de Wassy em 1562. Concluída esta disputa, o conselho votou pela adopção das conclusões do conselho e recusou-se a validá-las todas, para grande desgosto de Lorraine.

### Moulins
Em fevereiro de 1566, a corte chegou a Moulins, onde foi convocada uma Assembleia dos Notáveis, reunindo a maioria dos grandes senhores do reino. Diante deles, L’Hôpital apresentou sua tese de que a raiz dos males que afligiam a França residia na má administração da justiça. Denunciou os “excessos” cometidos por aqueles que detinham autoridade judicial, acusando-os de promover uma “legislação tirânica”, venalidade, avareza, criação excessiva de cargos e outros abusos.
Dirigiu então suas críticas diretamente aos órgãos do direito, em especial aos Parlamentos, acusando-os de arrogância ao se apropriarem da interpretação das leis reais, além de criticá-los por sua natureza excessivamente sedentária e burocrática. Ele falou com nostalgia do reinado de Luís IX, quando as leis eram poucas e simples e um modelo tal que as nações estrangeiras apresentavam as suas disputas.
Ainda naquele mês, L’Hôpital apresentou a Ordenança de Moulins, um pacote de reformas judiciais composto por 86 artigos. A medida limitava severamente os poderes dos Parlamentos, permitindo que o rei promulgasse leis mesmo diante de remontrances ou da recusa dos Parlamentos em registrá-las. O poder dos governadores também foi atingido: o cargo deixava de conferir autoridade para conceder perdões, instituir impostos ou organizar feiras. Os juízes comunais tiveram boa parte de sua competência reduzida, ficando limitados a delitos de menor gravidade, e cerca de 1.500 cargos públicos foram abolidos ou suprimidos. As confrarias e ligas foram proibidas, enquanto o Édito de Amboise foi mantido. Este edito representava uma séria ameaça para muitos dos grandes do reino, que utilizavam as suas posições como governadores para fins de corrupção. Embora o edital exigisse o registo imediato na sua segunda cláusula, o Parlamento ignorou-o e L'Hôpital foi forçado a aceitar muitas modificações à Portaria em Julho. Ainda em 1566, L’Hôpital criou um novo cargo fiscal: o de Surintendant des Finances (superintendente de finanças), nomeando como primeiro titular o marechal Cossé, uma figura de orientação religiosa moderada.
Enquanto a corte ainda permanecia em Moulins, o cardeal de Lorena chegou trazendo uma petição do Parlamento de Dijon. O Parlamento manifestava sua insatisfação com uma nova declaração interpretativa relativa ao Édito de Amboise, segundo a qual ministros protestantes passariam a ter permissão para visitar moribundos e instruir crianças. Lorena argumentou, diante dos grandes do reino reunidos, que tal medida constituía uma forma de proselitismo.
A petição causou grande alvoroço no conselho, especialmente quando se descobriu que L’Hôpital havia emitido a declaração sem consultar nenhum membro do conselho. Com ironia cortante, L’Hôpital comentou a Lorena que ele havia “retornado à corte apenas para perturbá-los”. Lorena retrucou de imediato, indignado, dizendo que L’Hôpital, que devia seu cargo de chanceler a ele, ousava acusá-lo de ser fonte de perturbação.
A partir daí, a reunião do conselho mergulhou no caos, sendo apenas contida pela intervenção de Catarina de Médici. Ela ordenou que a declaração interpretativa fosse queimada e determinou que, dali em diante, L’Hôpital estaria proibido de selar éditos sem o consentimento prévio do conselho. Lorena, triunfante, declarou com arrogância que L’Hôpital sempre buscava ser o “galo do monte de esterco”, e afirmou que, dali por diante, se recusaria a participar de sessões do conselho na presença do chanceler.
Em julho de 1567, L’Hôpital apoiou uma série de declarações interpretativas relativas ao Édito de Amboise. As novas medidas ampliaram a zona de proibição do culto protestante, que antes se restringia à cidade de Paris, passando a abranger toda a região da Île-de-France. Paralelamente, determinou-se que os protestantes fossem excluídos dos cargos públicos nas estruturas de governo regional.
Embora essas medidas parecessem destoar do programa mais amplo de tolerância religiosa defendido por L’Hôpital, sua intenção era conter os distúrbios crescentes em Paris, que nos anos anteriores vinham se agravando e representavam uma ameaça crescente à ordem pública.

### Meaux
A Surpresa de Meaux, na qual setores da nobreza protestante tentaram realizar um golpe para capturar o rei e assassinar o cardeal de Lorena, acabou comprometendo fatalmente o projeto de L’Hôpital aos olhos de Catarina de Médici. L’Hôpital estava com a corte quando chegaram notícias de que uma força de cavalaria protestante se reunia nas proximidades, com intenção de atacar. Ele e o Condestável defenderam a permanência em Monceaux, enquanto a Casa de Guise e o duque de Nemours advogavam pela retirada para a segurança de Paris. Catarina optou por seguir o segundo conselho, e a corte empreendeu uma retirada combativa até a capital. O fracasso da surpresa levou ao reinício da guerra civil. Cercada na capital pelas forças do príncipe de Condé, Catarina enviou L’Hôpital, Morvillier e o marechal Vielleville para negociar com o líder protestante. Sentindo-se em posição favorável, Condé adotou uma postura inflexível: exigiu a revogação de todos os impostos criados desde o reinado de Luís XII, a concessão de quatro cidades de segurança (incluindo importantes cidades de fronteira como Metz, Calais e Le Havre), tolerância religiosa plena em todo o reino, a proscrição da Casa de Guise e a expulsão dos financiadores italianos. Estas exigências eram inteiramente inaceitáveis para os negociadores, mas tinham sido enviadas para ganhar tempo para que um exército fosse reunido pelo Condestável Montmorency, não para chegar a acordos. Aquela altura, Catarina já demonstrava crescente desconfiança em relação a L’Hôpital, e quando ele sugeriu possíveis concessões para encerrar a crise — como o envio de nova embaixada aos líderes protestantes para melhor compreender suas intenções —, ela o acusou de ter parte de responsabilidade pela situação em que o reino se encontrava. Para financiar os mercenários necessários à continuação da guerra, foi revogada uma das principais cláusulas da Ordenança de Moulins: a lista de cargos públicos que seriam suprimidos após a morte de seus ocupantes. Pelo contrário, a venalidade foi ampliada em janeiro de 1568, permitindo que os titulares dos cargos pagassem parte do valor do ofício em troca do direito de transmiti-lo por herança.

### Decadência
Embora a guerra tenha sido formalmente encerrada com a Paz de Longjumeau, logo ficou claro, nos meses seguintes, que o tratado era apenas uma trégua efêmera, com combates esporádicos continuando no sul do país. L’Hôpital, que acreditava na paz, passou a se encontrar cada vez mais em desacordo com o restante do conselho real, que desejava romper o tratado e retomar a guerra. Em maio, uma reunião do conselho foi convocada para discutir as dificuldades em garantir a obediência ao acordo de paz. L’Hôpital atribuiu o problema à juventude do rei, que, segundo ele, encorajava seus vassalos a desobedecerem. Morvillier, outro conselheiro moderado, discordou: para ele, o verdadeiro problema era a pluralidade religiosa tanto quanto a inexperiência do monarca. No mesmo mês, retirou-se da corte, desanimado porque a sua influência na direcção da política real parecia estar a chegar ao fim. Pouco depois, ele pediu para ser destituído do cargo. No entanto, ao ser informado de que estavam em curso negociações entre a Coroa e o Papa, visando aceitar a alienação de terras da Igreja em troca da revogação do Édito de Amboise e da retomada da guerra contra a heresia, L’Hôpital retornou à corte em setembro, decidido a se opor a esse plano. Para o Papa, L’Hôpital era visto como um dos principais adversários dentro do conselho real. L'Hôpital, por seu lado, deixou claro que se recusaria a apor os seus selos à alienação de terras da Igreja, o que exigiria uma guerra contra a heresia. Em uma sessão acalorada do conselho, L'Hôpital entrou em conflito com Lorraine em 19 de setembro, argumentando que esse curso de ação mergulharia a França em uma guerra civil e invadiria o país com reiters . Ele se recusou a apor seu selo em qualquer acordo que autorizasse essa política. Lorraine provocou L'Hôpital dizendo que ele era um hipócrita e que sua esposa e filha eram protestantes. L'Hôpital, por sua vez, respondeu com uma piada sarcástica sobre a corrupção de Guisard, enfurecendo Lorraine, que tentou agarrar a barba de L'Hôpital, antes que François de Montmorency se colocasse entre os dois homens e tentasse acalmar a câmara. Lorena não estava interessada em seus esforços e se voltou para Catarina, informando-a de que L'Hôpital era a principal causa dos males do reino e que, se estivesse nas mãos do Parlamento de Paris, seria executado em 24 horas. L'Hôpital, por sua vez, explicou que, na verdade, Lorena era a causa dos males do reino, mas era evidente para ele que não tinha mais o poder de mudar a direção da política da coroa, e ele partiu novamente logo depois para suas propriedades em Vignay, perto de Étampes. Uma semana depois, em 28 de setembro, L'Hôpital foi obrigado a entregar os selos de seu cargo e partiu para a aposentadoria. Entretanto, a coroa revogou os éditos de tolerância anteriores e emitiu o Édito de Saint-Maur, que proibiu o protestantismo, medidas que L'Hôpital não poderia ter tomado.
Em 7 de outubro, Jean de Morvillier recebeu oficialmente os selos de chanceler. A destituição de L’Hôpital como garde des sceaux foi recebida com entusiasmo fervoroso por pregadores radicais em Paris. O célebre orador Simon Vigor celebrou publicamente a notícia, acusando L’Hôpital de ter sido o homem que “colocou a faca nas mãos de nossos inimigos”.

### Escritos
Afastado definitivamente dos círculos de poder, L’Hôpital passou a dedicar-se à produção de “discours”, textos reflexivos e argumentativos, cujas ideias diferiam significativamente daquelas que defendera ao longo de sua carreira pública. Já não propunha mais que os católicos tolerassem os protestantes por clemência cristã. Em vez disso, passou a argumentar que a liberdade de consciência era um direito natural.
Ele também abandonou a retórica da reconciliação entre as duas confissões, deixando de considerar realista, se é que algum dia considerou, a possibilidade de reunificação entre católicos e protestantes.

## Anos finais
O Parlamento, ciente do declínio da influência de L’Hôpital, tentou em 1571 obter os selos de seu ofício, com o objetivo de representar simbolicamente a vontade do rei. Embora essa transferência tivesse caráter sobretudo simbólico, Carlos IX recusou-se a entregá-los ao Parlamento, consciente de que permitir tal substituição seria reconhecer, ainda que indiretamente, a instituição como um corpo legislativo. Naquele mesmo ano, durante as negociações para um possível casamento entre Isabel I da Inglaterra e o irmão do rei, Alençon, a opinião de L’Hôpital foi solicitada. Ele sugeriu que Alençon fosse substituído por outro irmão do rei, Anjou, proposta que estava em consonância com os interesses da Coroa. No entanto, as negociações não avançaram com sucesso.
Em 1572, durante o Massacre de São Bartolomeu, Catarina de Médici enviou uma escolta à residência de L’Hôpital para garantir que nenhum mal lhe acontecesse. A medida revelou-se necessária, já que sua morte era desejada por alguns dos participantes do massacre. Ele morreu em suas propriedades em março de 1573.
Ao longo de sua vida, L’Hôpital não acumulou grande riqueza, o que o tornava uma exceção entre a alta nobreza togada de sua época. Em seu testamento, deixou todos os seus bens para sua única filha, designando sua esposa como administradora das propriedades familiares.